# The Prince - Tempo di uccidere
The Prince - Tempo di uccidere (The Prince) è un film del 2014 diretto da Brian A. Miller.
Pellicola statunitense che ha come protagonisti Bruce Willis, John Cusack, 50 Cent, Jason Patric e Rain.

## Trama
Un ex assassino di professione, ora proprietario di un'officina, è costretto a riprendere la sua ex attività criminale quando la figlia viene rapita e per salvarla, dovrà affrontare un suo vecchio rivale.

## Produzione
Le riprese si sono tenute a Mobile, in Alabama dentro e intorno al The Battle House Hotel e l'adiacente RSA Battle House Tower. Bruce Willis ha completato le sue scene il 3 dicembre 2013, seguito da Rain e Jason Patric che hanno completato le loro scene iniziali il 6 dicembre dello stesso anno. Il budget stimato si aggira intorno ai 18 milioni di dollari.

## Distribuzione
La Lionsgate ha distribuito il film direttamente in VOD rispettivamente il 22 agosto e successivamente in DVD e in Blu-Ray il 28 ottobre 2014, incassando complessivamente circa 1,7 milioni di dollari in vendite di video domestici.

## Accoglienza

### Critica
Su Rotten Tomatoes, il film possiede un indice di gradimento pari allo 0% sulla base di nove recensioni. Alla Metacritic, il film ha un punteggio di 17 su 100 sulla base di 6 critici, definendo il lungometraggio di una "travolgente antipatia".